# Adrian Liu
Adrian Steven Liu (* 17. September 1983 in Prince Rupert, British Columbia) ist ein kanadischer Badmintonspieler.

## Karriere
Adrian Liu wurde 2011 kanadischer Meister im Herrendoppel zusammen mit Derrick Ng. Dasselbe Ergebnis erreichten sie 2014 bei der gleichen Veranstaltung erneut. 2010 hatten beide bereits die Guatemala International und die Peru International gewonnen. Liu nahm außerdem an den Badminton-Weltmeisterschaften 2009 in Hyderabad und 2011 in London teil.